# Johannes Scherr
Johannes Scherr (régi magyarítással Scherr János) (Hohenrechberg ma Schwäbisch Gmünd része, 1817. október 3. – Zürich, 1886. november 21.) német irodalom- és művelődéstörténet író.

## Életútja
Tanulmányait Tübingenban végezte, Stuttgartban Württemberg im Jahre 1844. című politikai iratával lépett fel, 1848-ban a württembergi képviselőház demokrata párti képviselője lett, s 1849-ben hevesen küzdött az alkotmányos párt mellett, melynek leverése után Svájcba menekült, 1850-ben a zürichi egyetemen magántanár, 1860-ban ugyanott a műegyetemen tanár lett.

## Nevezetesebb művei
- Allgemeine Geschichte der Literatur von den ältesten Zeiten bis auf die Gegenwart. Ein Handbuch für alle Gebildeten; Franckh, Stuttgart, 1851
- Gesch. der deutschen Litteratur (2. kiad. 1854)
- Menschliche Tragikomödie (3 köt., uo. 1874, 3. kiad. 1855, 12 köt.)
- Geschichte der Religion (2. kiad. Lipcse, 1859, 2 köt.)
- Schiller und seine Zeit. Festschrift zur Säcularfeier seiner Geburt; Wigand, Leipzig, 1859
- Geschichte der Deutschen Frauen; Wigand, Leipzig, 1860
- Dichterkönige (2. kiad. uo. 1861, 2 köt.); stb.
- Studien, 1-3.; Wigand, Leipzig, 1865-1866
- Dämonen. Kulturgeschichtliche Bilder; Wigand, Leipzig, 1871
- Hammerschläge und Historien; Schabelitz, Zürich, 1872
- Novellenbuch (novelláinak gyüjteménye, Stuttgart, 1873-77, 10 köt.)
- Menschliche Tragikomödie Gesammelte Studien und Bilder, 1-3.; Wigand, Leipzig, 1874
- Blätter im Winde; Günther, Leipzig, 1875
- Germania. Zwei Jahrtausende deutschen Lebens kulturgeschichtlich geschildert; Spemann, Stuttgart, 1876
- Grössenwahn (uo. 1876)
- Vier Bücher deutsche Gesch. (Lipcse, 1879)
- Allgem. Gesch. der Litteratur (6. kiad. Stuttgart, 1881)
- Gesch. der englischen Litteratur (3. kiad. uo. 1883)
- Bildersaal der Weltlitteratur (1884-85, 3 köt.)
- Schiller und seine Zeit (6. kiad. uo. 1886)
- Scherr János: A germán népek irodalomtörténete; Franklin, Bp, 1886 k.
- Deutsche Culttur- und Sittengeschichte (9. kiad. Lipcse, 1887)
- Geschichte der deutschen Frauenwelt. In drei Büchern nach den Quellen, 1-2.; Wigand, Leipzig, 1898
- Deutsche Kultur- und Sittengeschichte; szerk. Karl Quenzel; Hesse und Becker, Leipzig, 1939

Irodalomtörténetét magyar nyelvre is lefordították (és részben átdolgozták): Világirodalom története. Képekkel és irodalmi szemelvényekkel. Scherr János és mások után átdolgozva (1881–1885).

## Magyarul
- A világirodalom története. Scherr János után. 1. kötet, Az ázsiai népek, Aegyptom, Hellas és Róma, az ó-keresztény, a franczia, olasz, spanyol, portugéz és rumén népek irodalma; Tettey, Bp., 1885
- A világirodalom története szemelvényekkel az összes irodalmak költészeti remekeiből jelesebb költőink fordításában; Scherr János et al. nyomán; Benkő, Bp., 1886
- Gaal Mózes: A magyar irodalom története. Olvasmányul a nagy közönségnek; Scherr Allgemeine Geschichte der Literatur c. művének 3. kötete nyomán, többek közreműködésével; Franklin, Bp., 189?
- A világirodalom története. Scherr János után. 2-3. kötet; Tettey, Bp., 1891
  - 2. Germán népek[7]
  - 3. Magyar irodalom